# Xystrota griseocostata
Xystrota griseocostata là một loài bướm đêm trong họ Geometridae.